# 고묘 천황
고묘 천황(일본어: 光明天皇, 1322년 1월 11일 ~ 1380년 7월 26일)은 일본 남북조 시대 북조의 제2대 천황이다. 그러나 그는 결국 무로마치 막부에 의해 실제로 지지된 첫 천황이었다. 메이지 이전의 학자들에 따르면 그의 치세는 1336년에서 1348년까지였다. 휘(諱)은 유타히토(豊仁)다. 그는 고후시미 천황의 아홉 번째 아들로, 어머니는 사이온지 긴히라(西園寺公衡)의 딸 사이온지 야스코(西園寺寧子)였다.

## 생애
그는 1336년 9월 20일부터 1348년 11월 18일까지의 재위를 주장하였다. 1336년 아시카가 다카우지가 고다이고 천황의 겐무 신정에 반기를 들고 교토로 입성하자 고다이고 천황은 히에이 산 안라쿠지로 달아났다. 천황의 자리가 비었기 때문에 유타히토 친왕이 고묘 천황으로서 즉위하여 북조를 열었다. 한편 고다이고 천황은 요시노로 탈출해서 남조를 세웠다.
1348년 11월 18일 고묘 천황은 조카 오키히토 친왕(형 고곤 천황의 아들)에게 양위하였다. 오키히토 친왕은 북조 제3대 천황인 스코 천황으로 즉위했다.
1352년 남조의 고무라카미 천황은 아시카가 가문의 내분인 간노의 난을 틈타 교토로 진격했고, 아시카가 요시아키라를 쫓아내고 교토를 탈환했다. 고묘 천황은 형 고곤 천황, 조카 스코 천황 및 황태자 나오히토 친왕 등과 함께 남조에 납치되어 야마토국 아노(賀名生) 등지에서 유폐 생활을 했다.
1355년 교토로 돌아온 그는 출가하여 승려가 되었으며 1380년 사망하였다.

## 같이 보기
- 일본 천황
- 고코묘 천황